# 理縣高原鰍
理縣高原鰍（學名：Triplophysa lixianensis）為輻鰭魚綱鯉形目條鰍科高原鰍屬的其中一種。分布於亞洲中國四川省理縣岷江上游雜谷腦河流域，本魚體延長，前半部呈圓柱狀，後半部扁平狀，頭部扁平，吻略呈錐形，口下位，具觸鬚3對，體無鱗片，尾鰭叉形，上下葉略圓鈍，胸鰭短，背鰭靠近尾鰭基部，背鰭軟條10－11枚；臀鰭軟條7枚，體長可達15公分，棲息在礫石底質溪流底層水域，生活習性不明。

## 扩展阅读
維基物種上的相關：理縣高原鰍